# Florentin de Bonnet
Saint Florentin de Bonnet, fils d'un roi d'Écosse, est un saint catholique de l'ancien diocèse de Toul dans l'actuelle Lorraine, fêté le 24 octobre. Son culte est attesté depuis le Xe siècle dans l'église paroissiale de Bonnet, où l'on voit encore aujourd'hui son tombeau.

## Sa vie
Saint Florentin  serait venu d'Écosse au VIIe siècle après avoir refusé la couronne de roi d'Écosse qui lui revenait. Selon sa légende, il aurait traversé la mer sur une croix et serait devenu gardien de porcs dans le village de Bonnet où il aurait fini sa vie.

## Son culte
Saint Florentin de Bonnet était invoqué autrefois pour la guérison de la folie au même titre par exemple que Saint Menoux dans le Bourbonnais. Il était l'objet d'un pèlerinage important ce qui explique les dimensions imposantes de l'église de Bonnet, par ailleurs village assez modeste.